# Francis Pollen
Francis Anthony Baring Pollen, FRIBA (7 décembre 1926 - 4 novembre 1987) est un architecte britannique qui conçoit, entre autres bâtiments importants, l'Abbaye de Worth (en) dans le Sussex de l'Ouest.

## Biographie
Il est né à Londres le 7 décembre 1926 et fait ses études à la Downside School de Somerset et au Trinity College de Cambridge. En 1950, il épouse Thérèse Sheridan : ils ont un fils et quatre filles. En 1954, il commence à travailler pour Lionel Brett, dont il devient l'associé en 1959. Sa première commande est un couvent carmélite à Presteigne, Powys. Cela est suivi par d'autres églises, dont St John Bosco's à Woodley et St Peter's, Marlow, toutes deux dans le Berkshire. Il travaille également à Abbaye de Downside, pour la Barclays et dans des maisons privées avant de se lancer en solo en 1971.
Pollen est considéré comme l'un des principaux architectes britanniques du mouvement liturgique catholique romain au Royaume-Uni, qui aboutit à la construction d'un grand nombre de nouvelles églises catholiques modernistes et à la réorganisation d'autres églises. Un groupe d'architectes comprenant Gillespie, Kidd & Coia, Gerard Goalen (en), Desmond Williams (en), Austin Winkley et Pollen utilise des méthodes de conception et de construction contemporaines pour offrir la "noble simplicité" requise par Vatican II.
Sa fille Clare est comtesse d'Oxford et Asquith depuis que son mari a hérité du titre en 2014.
Pollen est décédé le 4 novembre 1987.